# Holon
Holon (in ebraico חוֹלוֹן‎?) è una città in Israele, sulla fascia costiera a sud della centrale Tel Aviv. Holon fa parte dell'area metropolitana nota come Gush Dan nel Distretto di Tel Aviv. Nel 2024 aveva una popolazione di 187.651.
.

## Etimologia
Il nome della città viene dall'ebraico Holon, sabbia piccola. Il nome di Holon appare nella Bibbia: "Holon e il suo contado, Debir e il suo contado" Giosuè 21:15.

## Storia
Holon è stata fondata nel 1935 sulle dune di sabbia a sei chilometri da Tel Aviv.
Nei primi mesi del 1948, durante la guerra arabo-israeliana, Holon si è trovata in prima linea con azioni provenienti dal confinante villaggio di Tel A-Rish, dalla periferia nord-ovest al confine con la città araba di Jaffa - e ad est della città di Yazur.
Un attacco da parte delle unità di milizia dell'Haganah con base a Holon su Tel A-Rish fu respinto con considerevoli perdite.
Dopo la costituzione dello Stato di Israele, Holon ha ampliato i suoi confini includendo Tel A-Rish (ribattezzato "Tel Giborim" , " la collina degli eroi") e gli aranceti di Yazur.
Nel febbraio del 2001, otto israeliani sono stati uccisi e venticinque sono rimasti feriti in un attacco palestinese ad una affollata fermata dell'autobus di Holon.
L'immagine di Holon come città dormitorio della classe operaia è cambiata nel corso degli anni. Attraverso gli sforzi del comune, la città è stata rinominata come una città a misura di bambino, che offre attrazioni per le famiglia, come il parco acquatico Yamit, il Museo dei Bambini di Israele ed il Museo di Israele della caricatura e fumetti.

## Sport
- Hapoel Holon- pallacanestro, campione nazionale nel 2008
- Hapoel Tzafririm Holon F.C. - calcio
- Maccabi Kiryat-Sharett Holon - palla a mano
- Hapoel Holon chess - scacchi

## Amministrazione

### Gemellaggi
- Oviedo, dal 1999[6]
- Suresnes, dal 1961[7]
- Hann. Münden, dal 1988[8]
- Distretto di Mitte, dal 1970[8]
- Dayton, dal 1998[8]
- Anshan, dal 2002[9]
- Cleveland